# Aleksandr Zadiemidko
Aleksandr Nikołajewicz Zadiemidko (ros. Александр Николаевич Задемидко, ur. 22 kwietnia 1908 we wsi Sełezniwśkim Rudnyku k. Słowjanoserbśka, zm. 17 października 2001 w Moskwie) – radziecki polityk, ludowy komisarz/minister budowy przedsiębiorstw paliwowych ZSRR (1946-1948), minister przemysłu węglowego ZSRR (1955-1957).
W latach 20. pracował jako kurier, kotlarz i górnik w kopalni im. Komuny Paryskiej w obwodzie ługańskim, od 1930 członek WKP(b), 1935 ukończył Doniecki Instytut Górniczy i został inżynierem górniczym. Pomocnik głównego inżyniera w kopalniach w obwodzie kemerowskim, od 1938 główny inżynier w kopalni w Kemerowie, od 1939 pracował w ludowym komisariacie przemysłu paliwowego ZSRR. Później główny inżynier Głównego Zarządu Przemysłowego Wschodu i Głównego Zarządu Przemysłowego Donbasu. 1940-1942 i 1943-1945 szef kombinatu węglowego, a 1942-1943 zarządca trustu węglowego w obwodzie kemerowskim. Od 19 stycznia 1946 do 28 grudnia 1948 ludowy komisarz/minister budowy przedsiębiorstw paliwowych ZSRR, następnie zastępca ministra przemysłu węglowego ZSRR. Od 2 marca 1955 do 10 maja 1957 minister przemysłu węglowego ZSRR. 1957-1960 przewodniczący Rady Gospodarki Ludowej Kemerowskiego Ekonomicznego Rejonu Administracyjnego, następnie szef wydziału ds. zagadnień działalności radzieckich oddziałów stałej komisji RWPG, a od września 1962 do lutego 1967 kierownik wydziału aparatu stałego przedstawicielstwa ZSRR w RWPG. Od lutego 1967 do października 1987 zastępca stałego przedstawiciela ZSRR w RWPG, następnie na emeryturze. Od 25 lutego 1956 do 17 października 1961 członek KC KPZR. Deputowany do Rady Najwyższej ZSRR 2 i 5 kadencji.

## Odznaczenia
- Order Lenina (trzykrotnie)
- Order Rewolucji Październikowej
- Order Czerwonego Sztandaru Pracy (czterokrotnie)
- Order Przyjaźni Narodów